# Trio Ternura
Trio Ternura est un groupe brésilien de yéyé. Il est formé en 1966 et séparé durant les années 1970.

## Histoire
Le groupe est formé dans les années 1960 de 3 membres, Jurema Lourenço da Silva, Robson Lourenço da Silva et Jussara Lourenço da Silva. Il a à son actif 2 albums et 18 EP connus. Leurs styles musicaux de prédilection sont la música popular brasileira et le disco. Il est difficile de connaître la date officielle de séparation du groupe, mais son dernier disque date de 1979.
Le disquaire Tropicália Discos de Rio de Janeiro a fait découvrir le disque A Gira de 1973 au DJ d'Amsterdam Mendel qui l'a édité en 2012 pour donner une nouvelle vie au morceau qui a fait le tour du monde.
En 2014, sur la route pour aller en tournée, le groupe est pris en otage par un groupe de criminels. En 2016, le label suisse Mr Bongo réédite des morceaux du groupe. Leur album A Gira est réédité pour la première fois en 2018.

## Discographie

### Albums studio
- 1968 : Trio Ternura (Musidisc)
- 1971 : Trio Ternura (CBS)

### EP
- 1966 : A Raposa (Musidisc)
- 1968 : Trio Ternura / The Foundations - La, La, La / Come On Back to Me (Pye Records)
- 1968 : La, La, La (Musidisc)
- 1968 : Nem Um Talvez / Palavras Inúteis (Musidisc)
- 1969 : Não Brinque Com O Amor / É Hora De Cantar (CBS)
- 1970 : Não Vou Brigar Com Você / Se Eu Tivesse O Poder De Deus (CBS)
- 1970 : Eu Sou De Você / Longe De Você (CBS)
- 1971 : Por Isso Eu Digo: Brasil Eu Fico (CBS)
- 1972 : O Mensageiro (Polydor)
- 1972 : Sol Quarenta Graus (CBS)
- 1972 : Sempre Primavera / Canção Sem Rima (Polydor)
- 1973 : A Gira (Polydor)
- 1974 : Filhos De Zambi / Meu Caso Com Você (RCA)
- 1976 : Nuvem Passageira / Guerra Fria / Você É O Homem Da Minha Vida / Consequências (Tapecar)
- 1976 : De Amor Tambem Se Morre / Eta Eta (Tapecar)
- 1979 : Sansão E Dalila / Promessas (RCA)
- 2016 : Baby / Filhos De Zambi (Mr Bongo)
- 2019 : Vou Morar No Teu Sorriso / Quem Vai Querer (Mr Bongo)